# La Neuville-Vault
La Neuville-Vault és un municipi francès, situat al departament de l'Oise i a la regió dels Alts de França. L'any 2007 tenia 151 habitants.

## Demografia

### Població
El 2007 la població de fet de La Neuville-Vault era de 151 persones. Hi havia 52 famílies de les quals 4 eren unipersonals (4 dones vivint soles i 4 dones vivint soles), 20 parelles sense fills i 28 parelles amb fills.
La població ha evolucionat segons el següent gràfic:
Habitants censats

### Habitatges
El 2007 hi havia 58 habitatges, 52 eren l'habitatge principal de la família, 2 eren segones residències i 4 estaven desocupats. 54 eren cases i 4 eren apartaments. Dels 52 habitatges principals, 49 estaven ocupats pels seus propietaris i 4 estaven llogats i ocupats pels llogaters; 2 tenien dues cambres, 6 en tenien tres, 11 en tenien quatre i 34 en tenien cinc o més. 44 habitatges disposaven pel capbaix d'una plaça de pàrquing. A 13 habitatges hi havia un automòbil i a 38 n'hi havia dos o més.

### Piràmide de població
La piràmide de població per edats i sexe el 2009 era:
| Homes | Edats   | Dones |
| ----- | ------- | ----- |
| 0     | 95 o +  | 0     |
| 0     | 90 a 94 | 0     |
| 0     | 85 a 89 | 0     |
| 0     | 80 a 84 | 0     |
| 4     | 75 a 79 | 0     |
| 0     | 70 a 74 | 0     |
| 4     | 65 a 69 | 0     |
| 0     | 60 a 64 | 0     |
| 4     | 55 a 59 | 4     |
| 4     | 50 a 54 | 4     |
| 0     | 45 a 49 | 0     |
| 20    | 40 a 44 | 4     |
| 4     | 35 a 39 | 16    |
| 4     | 30 a 34 | 0     |
| 4     | 25 a 29 | 8     |
| 4     | 20 a 24 | 0     |
| 4     | 15 a 19 | 4     |
| 8     | 10 a 14 | 16    |
| 16    | 5 a 9   | 4     |
| 0     | 0 a 4   | 4     |

## Economia
El 2007 la població en edat de treballar era de 99 persones, 86 eren actives i 13 eren inactives. De les 86 persones actives 85 estaven ocupades (48 homes i 37 dones) i 1 aturada (1 dona i 1 dona). De les 13 persones inactives 4 estaven jubilades, 6 estaven estudiant i 3 estaven classificades com a «altres inactius».

### Ingressos
El 2009 a La Neuville-Vault hi havia 59 unitats fiscals que integraven 179,5 persones, la mediana anual d'ingressos fiscals per persona era de 20.625 €.

### Activitats econòmiques
L'únic establiment que hi havia el 2007 era d'una empresa de construcció.
L'únic servei als particulars que hi havia el 2009 era un paleta.
L'any 2000 a La Neuville-Vault hi havia 4 explotacions agrícoles.

## Equipaments sanitaris i escolars
El 2009 hi havia una escola elemental integrada dins d'un grup escolar amb les comunes properes formant una escola dispersa.

## Poblacions més properes
El següent diagrama mostra les poblacions més properes.